# 布埃諾斯艾雷斯 (查梅區)
布埃諾斯艾雷斯（西班牙語：Buenos Aires），是巴拿馬的城鎮，位於該國中東部，由西巴拿馬省的查梅區負責管轄，面積39.9平方公里，海拔高度222米，2010年人口2,030，人口密度每平方公里50.8人。